# Reinaldo Tabio
Reinaldo Tabio – kubański bokser, brązowy medalista igrzysk Ameryki Środkowej i Karaibów w Meksyku z roku 1954.

## Kariera
W 1954 roku Tabio zajął trzecie miejsce w kategorii muszej na igrzyskach Ameryki Środkowej i Karaibów, które rozgrywane były w Meksyku. W półfinale Tabio przegrał na punkty z Wenezuelczykiem Ramónem Ariasem. W walce o brązowy medal pokonał reprezentanta Portoryko José Arellano.